# 방격규구신수문경
방격규구신수문경(方格規矩神獸文鏡)은 공주 무령왕릉에서 발굴된 동경 중 하나로서, 지름 17.8cm, 국보 제161호이다.

## 개요
방격규구신수문경은 다른 동경과는 다른 부분이 있다. 일단 문양이 다르다. 거울걸이를 중심으로 사각의 구획이 있고, 그 주위에 신수를 표현됐다. 의자손수대경(지름 23.45cm, 국보 제161호)은 문양과 글씨가 적절하게 새겨져있는 반면, 방격규구신수문경은 글씨보다는 독특한 문양이 새겨져있다. 머리에 상투를 튼 신선이 동물을 사냥하는 모습이 조각되어 있다.

## 같이 보기
- 정문경
- 의자손수대경
- 무령왕릉 청동거울 일괄